# ルーベン・ショット
ルーベン・ショット（Ruben Schott、1994年7月8日 - ）はドイツの男子バレーボール選手。ポジションはアウトサイドヒッター。ドイツ代表。

## 来歴
- クラブチーム

ベルリン出身。2011年、VCO Berlinへ入団。2013/14シーズンにベルリン・リサイクリング・バレーズへ移籍し、ブンデスリーガ優勝を果たした。2014/15シーズンはCV Mitteldeutschlandでプレーした。2015/16シーズンには再びベルリン・リサイクリング・バレーズへ入団し、ブンデスリーガでは2015/16、2016/17シーズンで2連覇した。2017年の欧州チャンピオンズリーグでは4位となった。2017/18シーズンはイタリアセリエA1のパワーバレー・ミラノへ移籍しリーグ9位となった。2018/19シーズンはポーランドプラスリーガのTrefl Gdańskへ移籍し2年間プレーした。2020/21シーズンはIndykpol AZS Olsztynへ移籍しプラスリーガ4位となり、自身はベストレシーバー賞を受賞した。2021/22シーズンは再びベルリン・リサイクリング・バレーズと契約し、2021/22、2022/23シーズンのブンデスリーガ優勝に貢献。2年連続でベストアウトサイドヒッター賞を受賞した。2023/24シーズンからは主将を務めている。
- 代表チーム

2014年、シニアのドイツ代表に初選出され、ワールドリーグでデビュー。2017年の欧州選手権で銀メダルを獲得した。2018年、ネーションズリーグに出場した。2019年、欧州選手権に出場した。2021年の欧州選手権では6位となった。2022年の世界選手権に出場した。2023年のパリ五輪予選ではパリ五輪の出場権獲得に貢献した。

## 球歴
- 世界選手権 - 2022年
- オリンピック予選 - 2023年
- 欧州選手権 - 2017年、2019年、2021年、2023年
- ワールドリーグ - 2014年、2016年、2017年
- ネーションズリーグ - 2018年、2019年、2021年、2022年、2023年

## 受賞歴
- 2021年　2020/21ポーランドプラスリーガ　ベストレシーバー賞
- 2022年　2021/22ドイツブンデスリーガ　ベストアウトサイドヒッター賞
- 2023年　2022/23ドイツブンデスリーガ　ベストアウトサイドヒッター賞

## 所属クラブ
- VCO Berlin（2011-2013年）
- ベルリン・リサイクリング・バレーズ（2013-2014年）
- CV Mitteldeutschland（2014-2015年）
- ベルリン・リサイクリング・バレーズ（2015-2017年）
- パワーバレー・ミラノ（2017-2018年）
- Trefl Gdańsk（2018-2020年）
- Indykpol AZS Olsztyn（2020-2021年）
- ベルリン・リサイクリング・バレーズ（2021-）